# Rotaliida
Die Rotaliida sind ein Taxon gehäusetragender, meeresbewohnender Einzeller aus der Gruppe der Foraminiferen.

## Merkmale
Die Arten der Rotaliida sezernieren ihre Gehäuse aus Niedrig-Magnesium-Kalzit (< 5 mol-% Magnesium), die Wandung ist bilamellar. Die Gehäuse sind hyalin und perforat mit entweder niedrig oder selten hoch trochospiraler, planispiraler, annularer oder unregelmäßiger Anordnung der Kammern.
Neben den Miliolida und den Globigerinida sind die Rotaliida eine der drei Foraminiferen-Taxa, die als Wirte für photosynthetisierende Endosymbionten dienen. Solche Symbiosen finden sich in den Familien Amphisteginidae, Calcarinidae und Nummulitidae sowie bei vereinzelten Vertretern anderer Familien, z. B. der Asterigerinidae. Bei den Endosymbionten handelt es sich in der Regel um Diatomeen.

## Vorkommen
Ein Lebensraum, in dem diverse Rotaliida-Arten nachgewiesen wurden, sind marine Sedimente, welche die Kadaver von Walen umgeben, die in der Tiefsee bereits mehrere Jahre am Meeresboden liegen.  An der Verwertung der sogenannten Walfälle beteiligen sich unter anderem die Rotaliida-Arten Uvigerina peregrina (Familie Cassidulinoidea), Pseudoparrella pacifica (Familie Discorbinelloidea), Bolivina spissa (Familie Cassidulinoidea), Bulimina striata (Familie Buliminoidea) und Takayanagia delicata (Familie Cassidulinoidea).

## Systematik

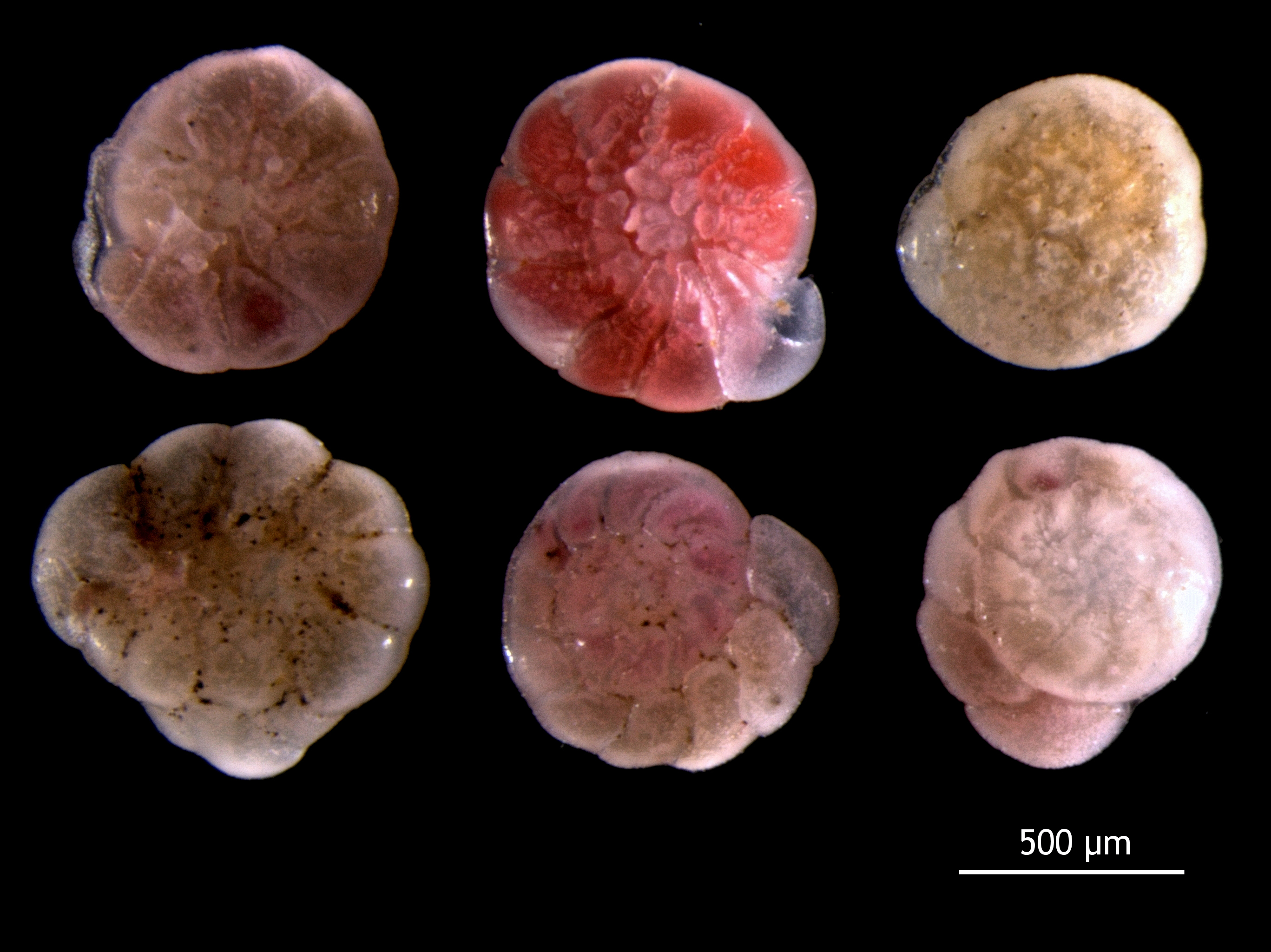
Ammonia beccarii (Rotaliidae)

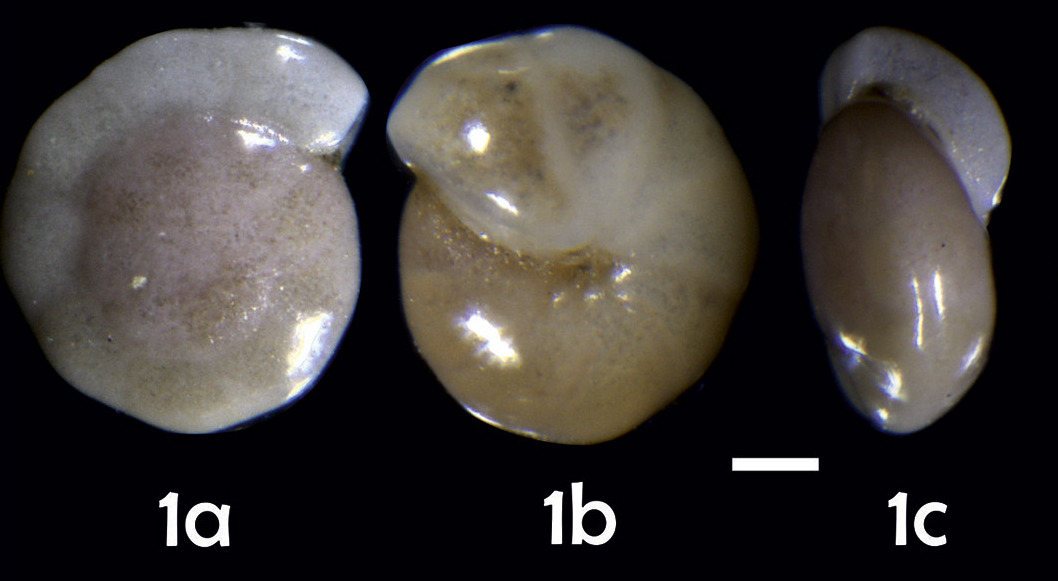
Gyroidina orbicularis (Chilostomelloidea)

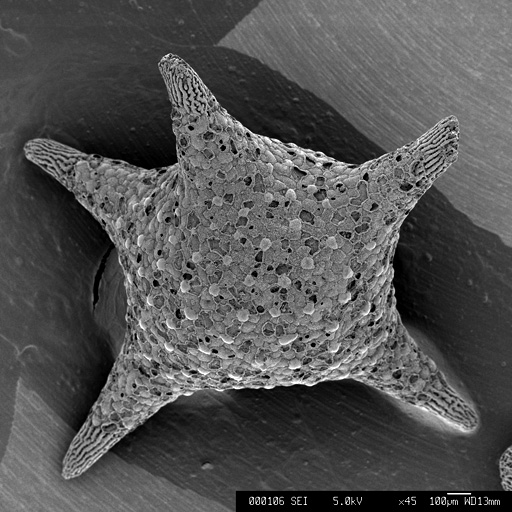
Baculogypsina sphaerulata (Calcarinidae)

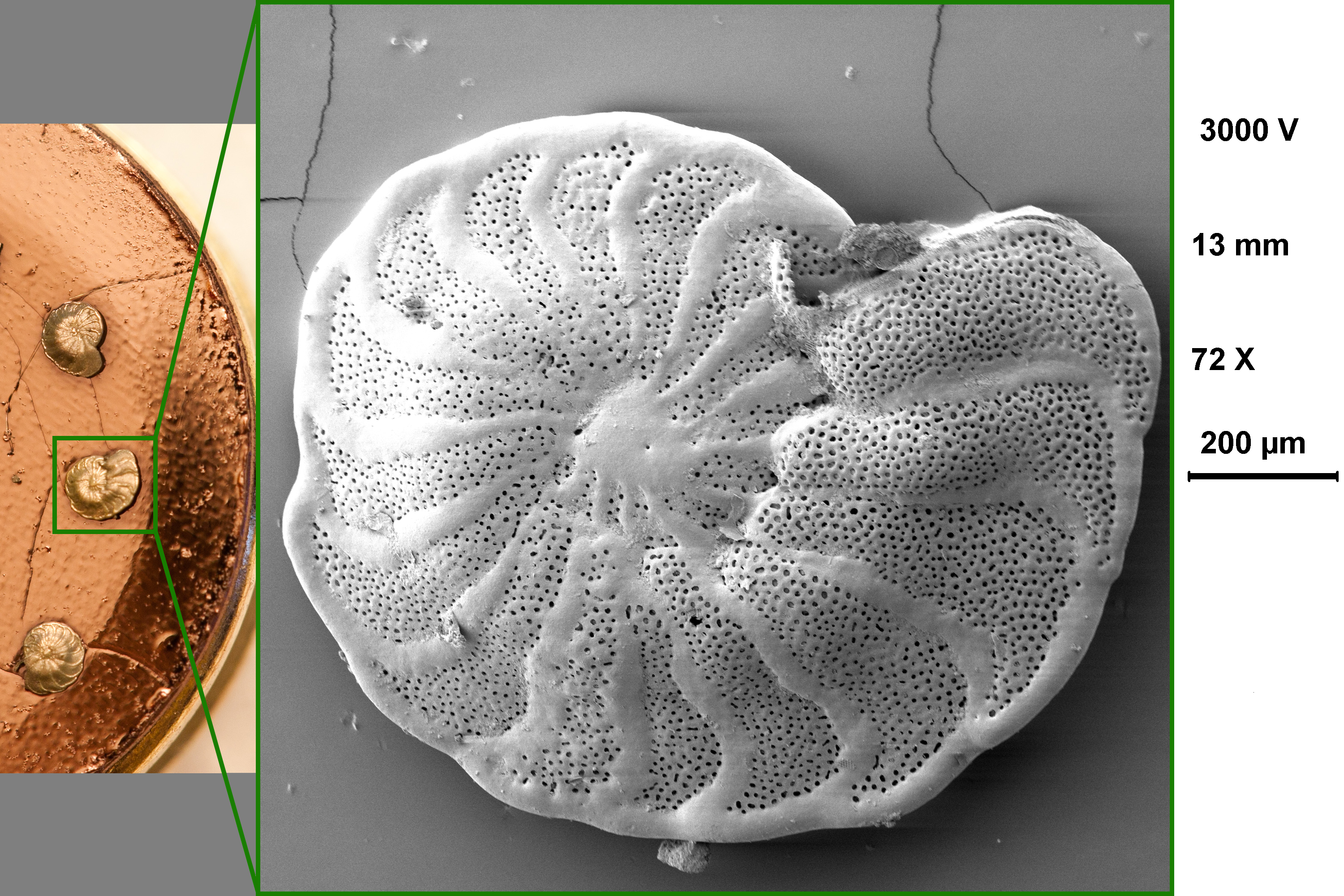
Planulina Limbata (Planorbulinacea)

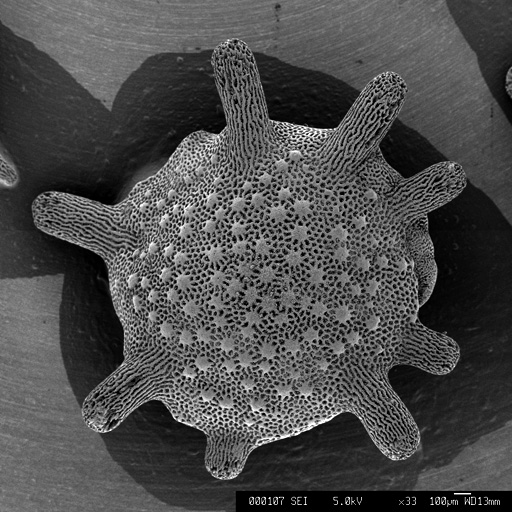
Art der Gattung Calcarina

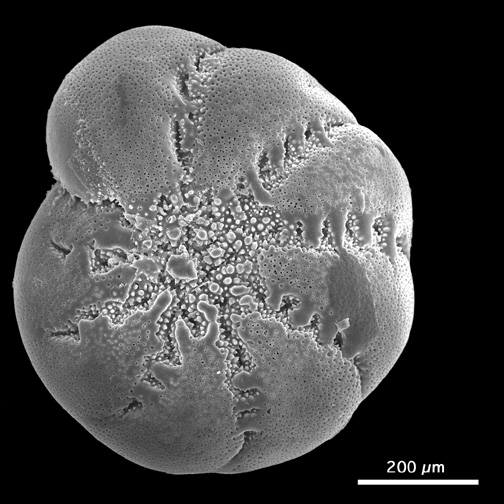
Elphidium excavatum (Elphidiidae)

Taxonomisch sind nach wie vor Veränderungen möglich, da noch immer neue Familien und Arten entdeckt werden, die zu den Rotaliida zählen. Derzeit (März 2023) im World Register of Marine Species in die folgenden Familien (bzw. Superfamilien) unterteilt, die zum Teil bereits komplett ausgestorben sind (die genannten Unterfamilien wurden beispielhaft ausgewählt):
- Acervulinoidea Schultze, 1854 (3 Familien)
  - Homotrematidae Cushman, 1927
- Annulopatellinoidea Loeblich & Tappan, 1964 (1 Familie)
- Asterigerinoidea d’Orbigny, 1839 (9 Familien)
  - Amphisteginidae Cushman, 1927
  - Epistomariidae Hofker, 1954
- Bolivinitoidea Cushman, 1927 (1 Familie)
- Bolivinoidea Glaessner, 1937 (1 Familie)
- Buliminoidea Jones, 1875 (8 Familien)
  - Buliminidae Jones, 1875
  - Pavoninidae Eimer & Fickert, 1899
- Calcarinoidea Schwager, 1876 (1 Familie)
- Cassidulinoidea d’Orbigny, 1839 (7 Familien)
  - Sphaeroidinidae Cushman, 1927
  - Takayanagia Nomura, 1983
  - Uvigerinidae Haeckel, 1894
- Chilostomelloidea Brady, 1881 (11 Familien)
  - Alabaminidae Hofker, 1951
  - Anomalinidae Cushman, 1927
  - Chilostomellidae Brady, 1881
  - Quadrimorphinidae Saidova, 1981
- Discorbinelloidea Sigal, 1952 (3 Familien)
  - Pseudoparrellidae Voloshinova, 1952
- Discorboidea Ehrenberg, 1838 (13 Familien)
  - Bagginidae Cushman, 1927
  - Eponididae Hofker, 1951
  - Mississippinidae Saidova, 1981
  - Pegidiidae Heron-Allen & Earland, 1928
  - Rosalinidae Reiss, 1963
- Eouvigerinoidea Cushman, 1927 † (2 Familien, beide †)
- Glabratelloidea Loeblich & Tappan, 1964 (5 Familien)
  - Glabratellidae Loeblich & Tappan, 1964
  - Heronalleniidae Loeblich & Tappan, 1986
- Globigerinina (Unterordnung mit 9 Superfamilien, die zum Teil ausgestorben sind)
  - Guembelitrioidea Montanaro Gallitelli, 1957
- Loxostomatoidea Loeblich & Tappan, 1962 (1 Familie)
- Murrayinellidae Holzmann & Pawlowski, 2017 (1 Genus)
- Nonionidae Schultze, 1854 (7 Familien)
- Nummulitoidea Blainville, 1827 (4 Familien)
  - Nummulitidae Blainville, 1827
- Orbitoidoidea Schwager, 1876 † (7 Familien, alle †)
- Planorbulinoidea Schwager, 1877 (6 Familien)
  - Cibicididae Cushman, 1927
  - Cymbaloporidae Cushman, 1927
  - Planulinidae Bermúdez, 1952
- Rotalioidea Ehrenberg, 1839 (12 Familien)
  - Ammoniidae Saidova, 1981
  - Elphidiellidae Holzmann & Pawlowski, 2017
  - Elphidiidae Galloway, 1933
- Siphoninoidea (1 Familie)
  - Siphoninidae Cushman, 1927
- Turrilinoidea Cushman, 1927 (4 Familien)
- Virgulinelloidea Loeblich & Tappan, 1984 (1 Familie)